# Wzgórza Hollywood
Wzgórza Hollywood (ang. The Hills) – program telewizyjny typu reality show, opowiadający o życiu kilku młodych ludzi mieszkających w Los Angeles w stanie Kalifornia. Program miał swoją premierę 31 maja 2006 roku. Pokazywał prywatne życie gwiazdy Laguna Beach Lauren Conrad, kiedy przeprowadziła się do Los Angeles.

## Historia
Po wyemitowaniu programu Laguna Beach w telewizji MTV, który stał się jednym z najchętniej oglądanych programów w Internecie, producenci chcieli kontynuować historię jednej z popularniejszych uczestniczek Lauren Conrad, która przeprowadziła się do Los Angeles. Początkowo Lauren mieszka ze swoją przyjaciółką Heidi Montag; następnie obie poznają nową przyjaciółkę Audrinę Patridge, która wprowadza się do ich mieszkania. Niestety Lauren i Heidi kończą swoją przyjaźń, kiedy wychodzą pogłoski o rzekomej sex-taśmie, którą Lauren nagrała ze swym ówczesnym partnerem Jasonem. Pogłoski te rozprowadza chłopak Heidi – Spencer Pratt. W kolejnych sezonach obserwujemy dalej konfrontacje między Lauren a Heidi. Audrina nie angażuje się w kłótnie obu dziewczyn. Podczas wzięcia udziału w Fashion Institute of Design and Merchandising dostaje staż w miesięczniku Teen Vogue wraz ze swoją nową przyjaciółką Whitney Port. Kamery podążają za nią codziennie i obserwują każdy jej krok. Pokazują ich prawdziwe życie dzień po dniu. Pod koniec czwartego sezonu pogłoski głosiły, iż Lauren Conrad chce zakończyć swój udział w reality show i jest gotowa wyprowadzić się. Pomimo tego produkcja nakręciła dziesięć dodatkowych odcinków sezonu piątego z jej udziałem, ukazujących jej ostatnie sceny z mieszkania tutaj oraz wprowadzenie i zapoznanie ze zwyczajami jej dawnej znajomej Kristin Cavallari.

## Obsada
- Kristin Cavallari
- Audrina Patridge
- Heidi Montag
- Spencer Pratt
- Lo Bosworth
- Brody Jenner
- Stephanie Pratt
- Justin „Bobby” Brescia
- Lauren Conrad
- Whitney Port